# Leptopodomorpha
Infra-ordre
Les Leptopodomorpha sont un infra-ordre d'insectes hémiptères du sous-ordre des hétéroptères (punaises) des rives et des côtes.
Il comprend une cinquantaine de genres et plus de 350 espèces dans quatre familles encore existantes, réparties sur tous les continents.

## Description
Cet infra-ordre regroupe des petites punaises à tête transverse, avec des antennes bien visibles, de quatre articles, le premier court et les trois autres plus longs, de diamètre plus ou moins égal ; des yeux composés très développés, occupant presque tout le côté de la tête, et des ocelles placées entre ces yeux (sauf chez Aepophilus qui a de petits yeux et des ocelles non visibles). Les tarses médians et postérieurs sont formés de trois articles (sauf chez Leotichius), et les hémélytres n'ont pas de cunéus. La membrane comprend entre trois et cinq cellules fermées. Leur taille varie entre 1 et 8 mm,.

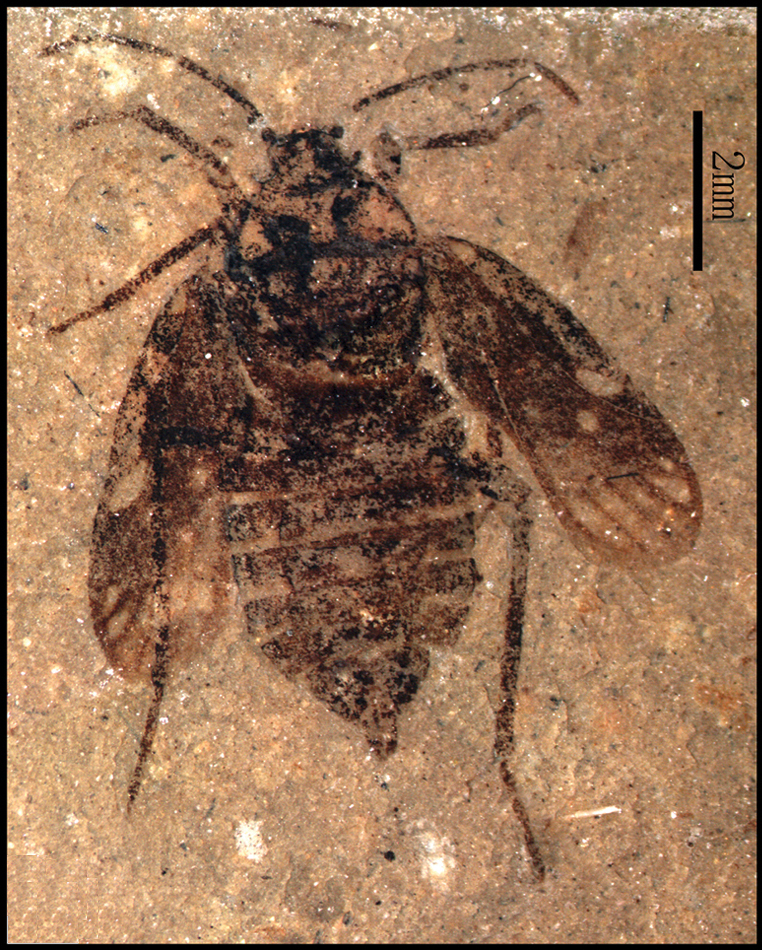
Fossile de Saldidae Brevrimatus pulchalifer, formation Yixian, xian de Duolun, Mongolie intérieure, Chine, 125 Millions d'années

## Systématique
Cet infra-ordre a été établi en 1971 par l'entomologiste et paléontologue Yuri Alexandrovich Popov (d) (1936-2016). Il se divise en deux super-familles, qui comprennent quatre familles existantes et entre deux et trois familles fossiles selon les auteurs,.

### Liste des super-familles et des familles
- Super-famille des Leptopodoidea Brullé, 1836 :
  - Leptopodidae Brullé, 1836, y compris la famille fossile des †Palaeoleptidae Poinar & Buckley, 2009 synonymisée avec la sous-famille des Leptosaldinae[5]
  - Omaniidae Cobben, 1970
- Super-famille des Saldoidea Amyot & Serville, 1843 :
  - Aepophilidae Lethierry & Severin, 1896
  - Saldidae Amyot and Serville, 1843
  - †Archegocimicidae Handlisch, 1906[6]

### Origine
Ces punaises remontent au Mésozoïque. Les plus anciens fossiles connus ont été datés du Rhétien, à la fin du Trias, vers 208 à 201 Ma. Les fossiles les plus récents correspondent à des espèces encore présentes aujourd'hui, telles que Saldula saltatoria.

### Étymologie
« Leptopodomorpha » est dérivé du nom de famille Leptopodidae Brullé 1836, lui-même formé à partir du nom de genre Leptopus Latreille 1809, formé à partir de lepto-, du grec ancien λεπτός, leptós, « petit, mince », et pus, du grec ancien πούς, ποδός, poús, « le pied ». Le suffixe -morpha signifie « qui a la forme de ». Leptopodomorpha signifie donc « qui a la forme générale d'un Leptopus, genre d'insectes aux petits pieds ».